# Какао
Какао се добија сушењем и млевењем делова биљке какаовац, који се користи за прављење чоколаде. Име какаа потиче од речи cacahuatl из наватл језика. 
Зрна биљке какаовац се осуше, прже и мељу, слично као зрна кафе у процесу производње кафе . Какао сам има горак укус, од њега се добија и прави какао прах, какао путер или бутер и чоколада, која има у себи шећер и млеко у праху.
Какао је први донео у Европу Кристифор Колумбо 1502. из Америке, одакле потиче. Тамо су домаћини од те биљке правили пиће, које се допадало шпанским колонизаторима.
Какао је изузетно богат магнезијумом.

### Какао утицај на здравље
Какао је једна од најкомплекснијих намирница на планети, због свог садржаја минерала и широког спектра јединствених својстава, која броји преко 300 активних активних супстанци као што су фенил етиламин, серотонин (оба делују као антидепресиви), анандамид. (доприноси осећају радости и среће), теобромин и допамин (оба имају позитиван утицај на нервни систем). Какао прах садржи обиље протеина (24,1% укупне масе), што доприноси расту и одржавању мишићне масе и нормалне структуре костију.
Какао садржи изузетно велику концентрацију антиоксиданата. По тежини, какао има више антиоксиданата него црно вино, боровнице, ацаи и гоји бобице заједно. Антиоксиданси нас штите од здравствених стања и болести повезаних са годинама. Они штите наш ДНК од оштећења слободних радикала.
Какао прах је вероватно најпознатији по свом садржају полифенола. Већина полифенола у какаоу су флавоноиди, посебно подскуп познат као флаваноли. Урађена су опсежна истраживања у вези са флаванолима, која су доказала њихов широк спектар здравствених користи.
Чини се да је какао извор број један магнезијума, једног од великих алкалних минерала. Магнезијум подржава здравље срца, повећава когнитивне способности, побољшава рад црева, опушта менструалне грчеве, опушта мишиће, помаже у изградњи јаких костију и повећава алкалност.
Какао је богат гвожђем и има 100% препоручене дневне количине гвожђа на 100 грама. Гвожђе је део протеина који носи кисеоник који се зове хемоглобин који одржава нашу крв здравом и бори се против анемије. Хром, садржан у какаоу, важан је минерал који помаже у равнотежи шећера у крви. Скоро 80 одсто Американаца има недостатак овог минерала. Какао је богат извор мангана, есенцијалног минерала који помаже гвожђу у оксигенацији крви и стварању хемоглобина. Какао је одличан извор цинка, још једног есенцијалног минерала који игра кључну улогу у имунолошком систему, здрављу јетре, панкреаса и коже.

Какао је богат растворљивим влакнима. Влакна могу помоћи у чишћењу црева и правилном раду пробавног система.

### Сорте какаоа
Постоје 3 различите сорте какао зрна које се узгајају: Криоло (Criollo), Форастеро (Forastero) и хибридна група –Тринитарио (Trinitario). Генерално, какао зрна која се користе за какао производе финог укуса и ароме припадају Криоло и Тринитарио сортама,  међутим подсорта Форастеро какаоа Ариба Национал (Arriba Nacional) пореклом из Еквадора, се сматра једном оод најкавлитетнијих ако не и најквалитетнијом и најређом сортом на свету.
| Највећи произвођачи какаа - 2009/10. (милиони тона) |       |
| --------------------------------------------------- | ----- |
| Обала Слоноваче                                     | 1,242 |
| Гана                                                | 0,632 |
| Индонезија                                          | 0,550 |
| Нигерија                                            | 0,235 |
| Камбоџа                                             | 0,209 |
| Бразил                                              | 0,161 |
| Еквадор                                             | 0,150 |
| Укупно на свету                                     | 3.635 |
| Извор: (ICCO)                                       |       |

## Извори
1. ↑  Bingham, Ann (2010). South and Meso-American mythology A to Z (2nd изд.). New York: Chelsea House. стр. 19. ISBN 978-1-4381-2958-7.
2. ↑  „Kakao - značaj i lekovitost”. Zdravi smo. Приступљено 3. 2. 2020.
3. ↑  Franco, Rafael; Oñatibia-Astibia, Ainhoa; Martínez-Pinilla, Eva (2013). „Health Benefits of Methylxanthines in Cacao and Chocolate”. Nutrients (на језику: енглески). 5 (10): 4159—4173. ISSN 2072-6643. doi:10.3390/nu5104159.
4. ↑  „Health Benefits of Bioactive Compounds from Cocoa (Theobroma cacao)”. Agricultural Reviews. 40 (2). 2019. ISSN 0253-1496.
5. ↑  Vega, César; Kwik-Uribe, Catherine (2012-01-01),  Garti, Nissim; Widlak, Neil R., ур., 2 - Theobroma cacao—An Introduction to the Plant, Its Composition, Uses, and Health Benefits, AOCS Press, стр. 35—62, ISBN 978-0-9830791-2-5, Приступљено 2024-01-26
6. ↑  Martínez, R.; Torres, P.; Meneses, M. A.; Figueroa, J. G.; Pérez-Álvarez, J. A.; Viuda-Martos, M. (2012-11-01). „Chemical, technological and in vitro antioxidant properties of cocoa (Theobroma cacao L.) co-products”. Food Research International. 49 (1): 39—45. ISSN 0963-9969. doi:10.1016/j.foodres.2012.08.005.
7. ↑  „How to access research remotely”. www.cabdirect.org. Приступљено 2024-01-26.
8. ↑  Marrocos, Paulo C. L.; Loureiro, Guilherme A. H. de A.; Araujo, Quintino R. de; Sodré, George. A.; Ahnert, Dario; Escalona-Valdez, Rodrigo A.; Baligar, Virupax C. (2020-06-14). „Mineral nutrition of cacao ( Theobroma cacao L.): relationships between foliar concentrations of mineral nutrients and crop productivity”. Journal of Plant Nutrition (на језику: енглески). 43 (10): 1498—1509. ISSN 0190-4167. doi:10.1080/01904167.2020.1739295.
9. ↑  Smulders, M. J. M.; Esselink, D.; Amores, F.; Ramos, G.; Sukha, D. A.; Butler, D. R.; Vosman, B.; Loo, E. N. van (2012). „Identification of Cocoa (Theobroma cacao L.) Varieties with Different Quality Attributes and Parentage Analysis of Their Beans” (на језику: енглески).
10. ↑  „Card fr”. FAODocuments (на језику: француски). Приступљено 2024-01-26.
11. ↑  Production - Latest figures from the Quarterly Bulletin of Cocoa Statistics Архивирано на веб-сајту  (20. септембар 2014), ICCO Statistics Division